# Ніколаєв Валентин Олександрович
Валентин Олександрович Ніколаєв (рос. Валентин Александрович Николаев, нар. 16 серпня 1921 — пом. 9 жовтня 2009, Моска) — радянський футболіст, що грав на позиції нападника. По завершенні ігрової кар'єри — футбольний тренер.
Виступав, зокрема, за клуб ЦБЧА (Москва), а також національну збірну СРСР.

## Клубна кар'єра
У дорослому футболі дебютував 1940 року виступами за команду клубу ЦБЧА (Москва), в якій провів дванадцять сезонів, взявши участь у 198 матчах чемпіонату. У складі московського ЦБЧА був одним з головних бомбардирів команди, провівши у 198 матчах 81 м'яч у ворота суперників. Був членом знаменитої п'ятірки нападу ЦБЧА, до якої входили, крім нього, Олексій Гринін, Володимир Дьомін, Всеволод Бобров та Григорій Федотов. У складі команди став п'ятиразовим чемпіоном Радянського Союзу, із них тричі поспіль, та володарем Кубку СРСР. У 1947 році став одним із трьох найкращих бомбардирів Чемпіонату СРСР з футболу.
Після розформування команди ЦБЧА продовжив ігрову кар'єру у клубі МВО (Москва), за команду якого виступав протягом 1952—1953 років. Після розформування усіх армійських клубів у країні вирішив закінчити виступи у футболі.

## Виступи за збірну
1952 року дебютував в офіційних матчах у складі національної збірної СРСР. Протягом кар'єри у національній команді, яка тривала усього 1 рік, провів у формі головної команди країни 2 матчі.
У складі збірної був учасником футбольного турніру на Олімпійських іграх 1952 року у Гельсінкі.

## Кар'єра тренера
Розпочав тренерську кар'єру, повернувшись до футболу після тривалої перерви, 1964 року, очоливши тренерський штаб клубу ЦСКА (Москва).
В подальшому очолював команди СКА (Хабаровськ). Після роботи в Хабаровську знову очолював рідний клуб, а пізніше поєднував роботу в клубі та головній збірній СРСР. Не програвши жодного матчу, як тренер, був усунутий від роботи у збірній. Як тренер ЦСКА став чемпіоном СРСР у 1970 році.
Останнім місцем тренерської роботи була молодіжна збірна СРСР, яку Валентин Ніколаєв очолював як головний тренер до 1985 року. Переможець молодіжного чемпіонату Європи-76.
Помер 9 жовтня 2009 року на 89-му році життя у місті Москва.

## Статистика виступів

### Статистика виступів за збірну
| Дата       | Місто   | Господарі | Результат | Гості     | Турнір                 | Голи | Примітки |
| ---------- | ------- | --------- | --------- | --------- | ---------------------- | ---- | -------- |
| 20/07/1952 | Тампере | СРСР      | 5 – 5     | Югославія | Літні Олімпійські Ігри | -    |          |
| 22/07/1952 | Тампере | СРСР      | 1 – 3     | Югославія | Літні Олімпійські Ігри | -    |          |
| Усього     |         | Матчів    | 2         |           | Голів                  | 0    |          |

## Титули і досягнення
- 5-разовий чемпіон СРСР (1946, 1947, 1948, 1950, 1951
- 3-разовий володар Кубка СРСР — 1945, 1948, 1951
- Найкращий бомбардир Чемпіонату СРСР з футболу: (1)

1947 (14).
- Член клубу Григорія Федотова — 111 м'ячів.
- П'ять разів входив до списку «33 найкращих футболістів» (№ 1 — 1948—1951; № 2 — 1952).
- Чемпіон Європи (U-23): 1976
- Чемпіон Європи (U-21): 1980